# アイ (チンパンジー)
アイ（1976年10月 - ）は、アフリカ生まれのメスのチンパンジーである。

## 概要
1977年11月10日、彼女が1歳の時、愛知県犬山市にある京都大学霊長類研究所にやってきた。
名前の由来は、梶原一騎原作・ながやす巧作画の劇画、『愛と誠』のヒロイン早乙女愛に基づくといわれている。絵（ただし模写ではなく抽象画のようなもの）を描くことができる。
1978年より「アイ・プロジェクト」の一環として、文字や数の学習を始めている。「アイ・プロジェクト」とは言っても、アイだけではなく他の多数のチンパンジーも同様の学習をしている。
そのプロジェクト・リーダーであるのが、同研究所の松沢哲郎教授である。
1989年10月3日にアキラとともに檻の鍵を開けて脱走。オランウータンの檻の鍵まで開けて逃がしてやったという。この事件で一躍、天才チンパンジーとして話題になった。このときアキラは施設内にいた複数の小学生を襲撃し、一人に傷害を負わせている。詳細は京都大学霊長類研究所#チンパンジーの脱走および人間への襲撃事件を参照。
2000年4月24日午後10時49分、人工授精によってアイとアキラとの間にアユム（歩）と名付けられた子供が産まれた。
研究の模様は、民放の各テレビ局でも紹介され、NHKでは『NHKスペシャル』の枠で、1997年5月4日に「ことばを覚えたチンパンジー アイちゃん19年の記録」、2001年5月5日に「ことばを覚えたチンパンジー アイちゃんの子育て日記」と2度に渡ってドキュメンタリーを放送した。
明石家さんまによると、ジミー大西は番組の企画で アイと計算対決をして負けたと 明石家さんま初のロングインタビューで話している。